# Струганий лід
Струганий лід (англ. shave ice, дос. «бритий лід») — традиційний заморожений десерт з льоду политий різними фруктовими сиропами, який поширений переважно на Гаваях. Був завезений японськими іммігрантами..

## Історія
Історія цього десерту бере свій початок у Тайвані ще в VII столітті н. е.
Японські іммігранти привезли його рецепт до Америки, коли вони приїхали на Гаваї працювати на цукрових плантаціях. Залишивши роботу на плантаціях, вони здобули нові професії. Але вже до того часу струганий лід став частиною гавайської культури та надзвичайно популярним десертом.

## Інгредієнти та приготування
Готується цей десерт за допомогою стругання брили льоду. В результаті виходить снігоподібна маса. Зовні десерт схожий на снігові кульки чи сніговий конус за формою. Внаслідок цього сироп проникає всередину льоду. На Гаваях десерт поливають сиропами з гуаяви, ананасу, кокосу, маракуї, ківі та манго. Іноді струганий лід подають политим згущеним молоком.

## Поширення
«Сніговий лід» — це вершки, молоко, вода, цукор та фрукти, заморожені та стругані, що подаються у формі кульок. Такий десерт є популярним у Китаї, Кореї, Тайвані та Індонезії та в США.
- Бангладеш — гола (Gola)
- Бразилія — распадіна (порт. Raspadinha)
- Камбоджа — Teuk Kork Chus / Tuk Kak Chhous
- Колумбія — распадо (ісп. Raspado) / холадо[en]
- Коста-Рика — Copos / гранізадо
- Куба — гранізадос (Granizados)
- Домініканська республіка — Frío Frío / Yun Yun
- Сальвадор — Minuta
- Франція — Granité Hawaïen
- Гватемала — Granizada / Raspado
- Гаїті — Fresco
- Гаяна — Crush Ice / Snow Cone (заливається згущеним молоком)
- Гондурас — Minuta (заливається згущеним молоком)
- Індія — Chuski / Baraf ka Gola
- Італія — Граніта, гратачека[en]
- Японія — какігорі
- Корея — патбінгсу[en]
- Мексика — распадо (ісп. Raspado), Yuki (поширений тільки на півночі Мексики)
- Нікарагуа — Распадо (ісп. Raspado)
- Перу — распаділла (ісп. Raspadilla)
- Філіппіни — гало-гало
- Пуерто-Рико — пірагуа[en]
- Малайзія, Сінгапур та Індонезія — Ais/Es kacang[en]
- Пакистан — Baraf ka Gola
- Панама — Raspao (гранізадо) (заливається згущеним молоком)
- Суринам — Schaafijs
- Тайвань — баобінг
- Таїланд — Namkhaeng sai [en]
- Британські та Французькі карибські острови — Снігова куля
- США — струганий лід/снігова куля, особливо в Балтиморі, Меріленді, Новому Орлеані, Луїзіана
- Маврикій — Glaçon Rapé
- Канада

## Галерея

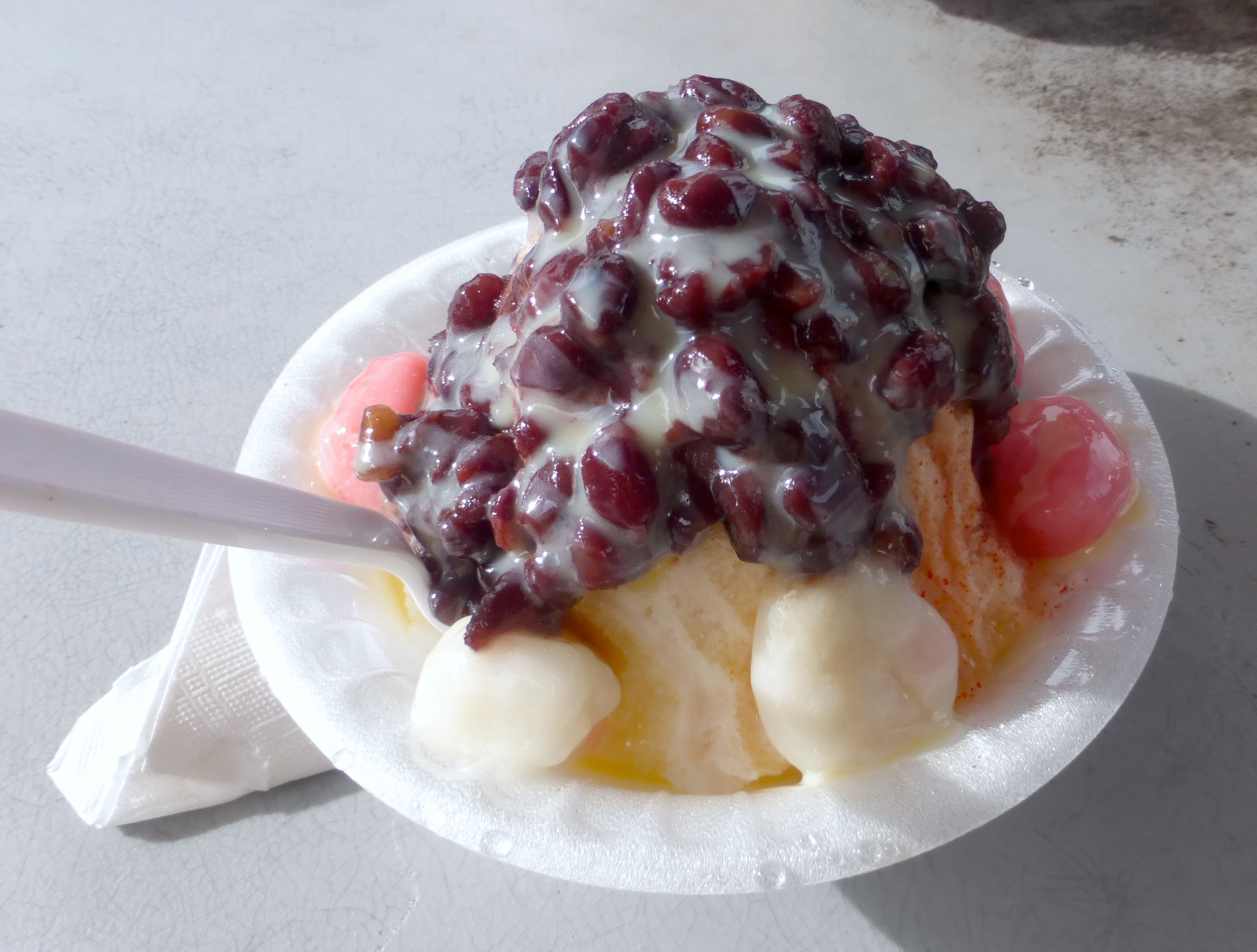
Десерт «Струганий лід» у гавайському стилі
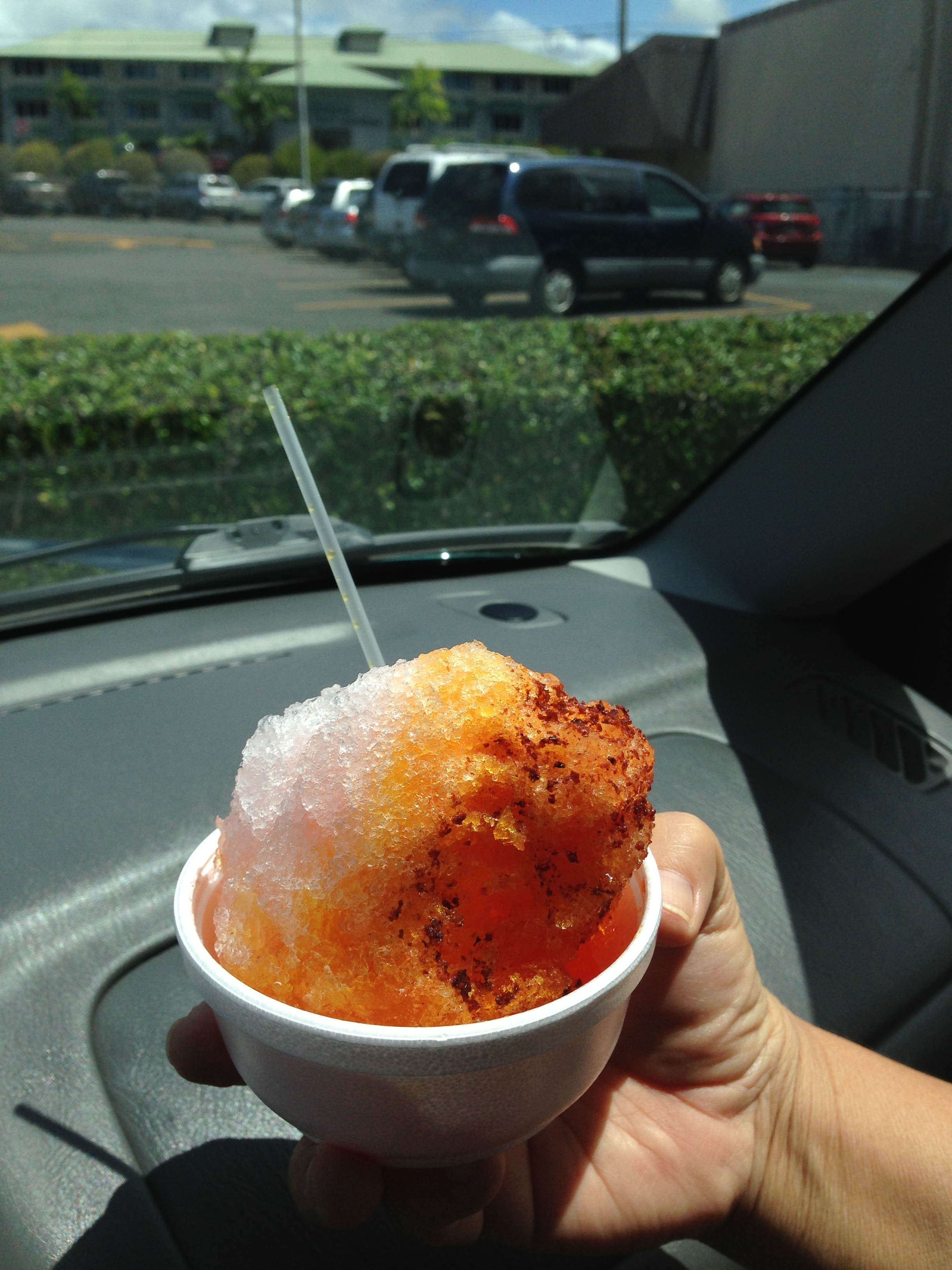
Гавайський десерт
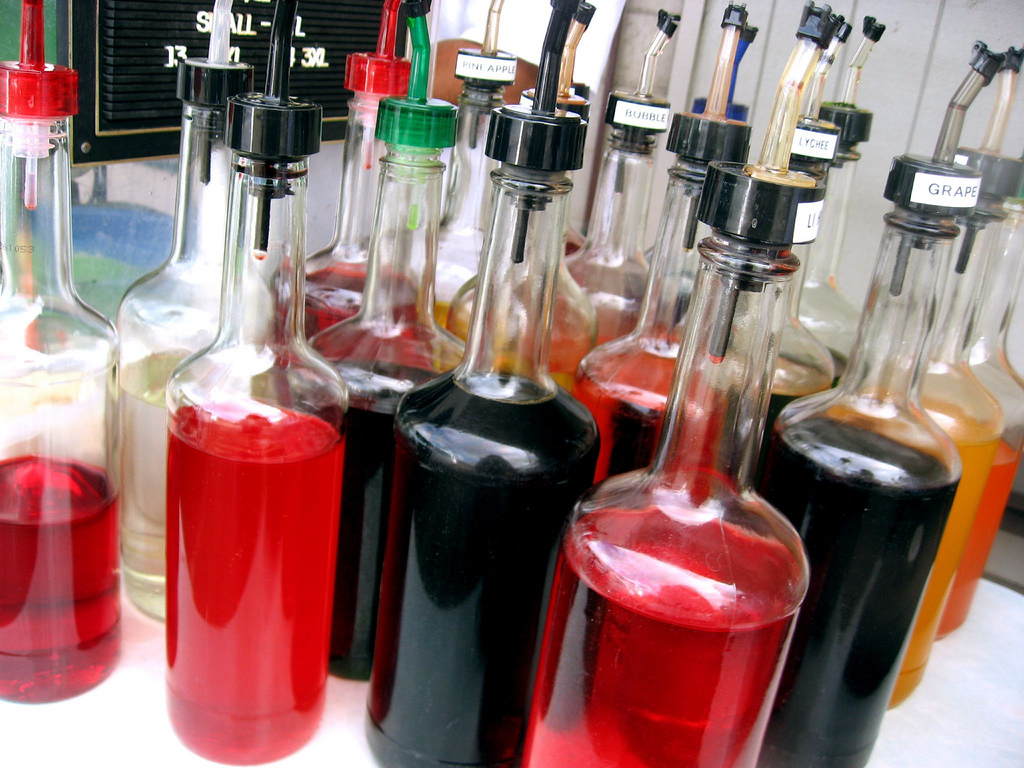
Сироп для льоду
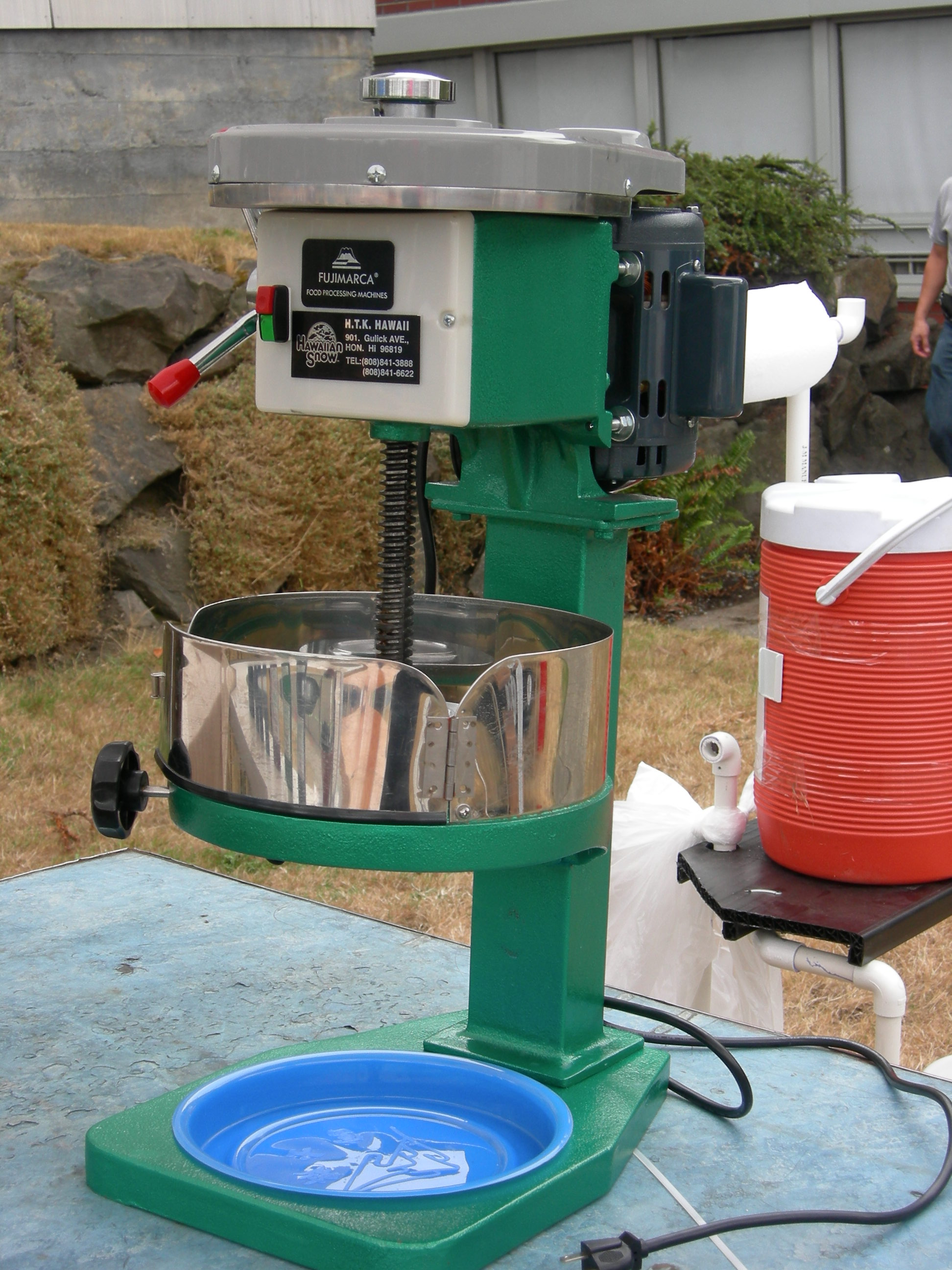
Машина для виготовлення десерту